# 대한민국–이란 축구 라이벌전
대한민국과 이란 축구 국가대표팀간의 축구 더비로 한-이란 전이라고 불린다.
각각 동아시아와 서아시아를 대표하는 축구 강국으로 1958년부터 공식적으로 서로 맞붙어 왔으며 1950년대, 1960년대, 1970년대에 가장 강력한 아시아 축구팀이었다. 각종 국제대회와 지역 예선에서 치열한 경쟁을 펼치며 라이벌 구도가 만들어지기 시작였으며 1972년 AFC 아시안컵 결승전부터 수많은 명승부를 펼치면서 확립되었다.

## 역대 경기
2022년 3월 24일 기준
| 대한민국 승리 | 10 |
| 무승부        | 10 |
| 이란 승리     | 13 |
| 총 경기       | 33 |

| 대한민국 총 득점 | 36 |
| 이란 총 득점     | 34 |
| 총 득점          | 70 |

| 팀       | 홈 승리 | 중립 승리 | 원정 승리 | 홈 패배 | 중립 패배 | 원정 패배 | 최다 점수차 승리 |
| -------- | ------- | --------- | --------- | ------- | --------- | --------- | ---------------- |
| 대한민국 | 3       | 7         | 0         | 3       | 5         | 5         | 5–0              |
| 이란     | 5       | 5         | 3         | 0       | 7         | 3         | 6–2              |

### 성인 대표팀
| 횟수 | 날짜             | 장소         | 대회                                           | 경기 결과        |
| ---- | ---------------- | ------------ | ---------------------------------------------- | ---------------- |
| 1    | 1958년 5월 28일  | 도쿄         | 1958년 하계 아시안 게임                        | 5 - 0            |
| 2    | 1970년 12월 11일 | 방콕         | 1970년 하계 아시안 게임                        | 1 - 0            |
| 3    | 1971년 9월 10일  | 서울         | 친선 경기                                      | 2 - 0            |
| 4    | 1971년 9월 12일  | 서울         | 친선 경기                                      | 0 - 2            |
| 5    | 1972년 5월 19일  | 방콕         | 1972년 AFC 아시안컵                            | 1 - 2            |
| 6    | 1974년 9월 11일  | 테헤란       | 1974년 하계 아시안 게임                        | 0 - 2            |
| 7    | 1977년 7월 3일   | 부산         | 1978년 FIFA 월드컵 아시아·오세아니아 지역 예선 | 0 - 0            |
| 8    | 1977년 11월 11일 | 테헤란       | 1978년 FIFA 월드컵 아시아·오세아니아 지역 예선 | 2 - 2            |
| 9    | 1982년 11월 23일 | 뉴델리       | 1982년 하계 아시안 게임                        | 0 - 1            |
| 10   | 1986년 10월 1일  | 부산         | 1986년 하계 아시안 게임                        | 1 - 1 (PK 5 - 4) |
| 11   | 1988년 12월 11일 | 도하         | 1988년 AFC 아시안컵                            | 3 - 0            |
| 12   | 1990년 10월 3일  | 베이징       | 1990년 하계 아시안 게임                        | 0 - 1            |
| 13   | 1993년 10월 16일 | 도하         | 1994년 FIFA 월드컵 아시아 지역 최종 예선       | 3 - 0            |
| 14   | 1996년 12월 16일 | 두바이       | 1996년 AFC 아시안컵                            | 2 - 6            |
| 15   | 2000년 10월 23일 | 트리폴리     | 2000년 AFC 아시안컵                            | 2 - 1            |
| 16   | 2001년 4월 24일  | 카이로       | 2001년 LG컵                                    | 1 - 0            |
| 17   | 2004년 7월 31일  | 지난         | 2004년 AFC 아시안컵                            | 3 - 4            |
| 18   | 2005년 10월 12일 | 서울         | 친선 경기                                      | 2 - 0            |
| 19   | 2006년 9월 2일   | 서울         | 2007년 AFC 아시안컵 예선                       | 1 - 1            |
| 20   | 2006년 11월 15일 | 테헤란       | 2007년 AFC 아시안컵 예선                       | 0 - 2            |
| 21   | 2007년 7월 22일  | 쿠알라룸푸르 | 2007년 AFC 아시안컵                            | 0 - 0 (PK 4 - 2) |
| 22   | 2009년 2월 11일  | 테헤란       | 2010년 FIFA 월드컵 아시아 지역 최종 예선       | 1 - 1            |
| 23   | 2009년 6월 17일  | 서울         | 2010년 FIFA 월드컵 아시아 지역 최종 예선       | 1 - 1            |
| 24   | 2010년 9월 7일   | 서울         | 친선 경기                                      | 0 - 1            |
| 25   | 2011년 1월 22일  | 도하         | 2011년 AFC 아시안컵                            | 1 - 0            |
| 26   | 2012년 10월 16일 | 테헤란       | 2014년 FIFA 월드컵 아시아 지역 최종 예선       | 0 - 1            |
| 27   | 2013년 6월 18일  | 울산         | 2014년 FIFA 월드컵 아시아 지역 최종 예선       | 0 - 1            |
| 28   | 2014년 11월 18일 | 테헤란       | 친선 경기                                      | 0 - 1            |
| 29   | 2016년 10월 11일 | 테헤란       | 2018년 FIFA 월드컵 아시아 지역 최종 예선       | 0 - 1            |
| 30   | 2017년 8월 31일  | 서울         | 2018년 FIFA 월드컵 아시아 지역 최종 예선       | 0 - 0            |
| 31   | 2019년 6월 11일  | 서울         | 친선 경기                                      | 1 - 1            |
| 32   | 2021년 10월 12일 | 테헤란       | 2022년 FIFA 월드컵 아시아 지역 최종 예선       | 1 - 1            |
| 33   | 2022년 3월 24일  | 서울         | 2022년 FIFA 월드컵 아시아 지역 최종 예선       | 2 - 0            |

### U-23 대표팀
| 횟수 | 날짜             | 장소   | 대회                            | 경기 결과        |
| ---- | ---------------- | ------ | ------------------------------- | ---------------- |
| 1    | 1999년 2월 5일   | 호치민 | 1999년 던힐컵                   | 2 - 0            |
| 2    | 2002년 10월 10일 | 부산   | 2002년 하계 아시안 게임         | 0 - 0 (PK 3 - 5) |
| 3    | 2004년 3월 17일  | 테헤란 | 2004년 하계 올림픽 최종예선     | 1 - 0            |
| 4    | 2004년 5월 12일  | 서울   | 2004년 하계 올림픽 최종예선     | 1 - 0            |
| 5    | 2006년 12월 14일 | 도하   | 2006년 하계 아시안 게임 3/4위전 | 0 - 1            |
| 6    | 2010년 11월 25일 | 광저우 | 2010년 하계 아시안 게임 3/4위전 | 4 - 3            |
| 7    | 2013년 12월 29일 | 키쉬   | 친선 경기                       | 2 - 3            |
| 8    | 2018년 8월 23일  | 치카랑 | 2018년 하계 아시안 게임         | 2 - 0            |